# Wohn- und Wirtschaftsgebäude Landesstraße 6
Das Wohn- und Wirtschaftsgebäude Landesstraße 6 in der niedersächsischen Gemeinde Rhade, Ortsteil Rhadereistedt, wurde am Anfang des 19. Jahrhunderts gebaut. Aktuell (2025) wird es zum Wohnen und wohl gewerblich genutzt.
Das Gebäude steht unter Denkmalschutz (siehe auch Liste der Baudenkmale in Rhade).

## Geschichte und Beschreibung
Rhade wurde im 12. bis 14. Jahrhundert durch die Freiherren von Rahden bewohnt´Es gehört zur heutigen Samtgemeinde Selsingen im Landkreis Rotenburg (Wümme).
Das eingeschossige giebelständige große Wohn- und Wirtschaftsgebäude als Zweiständer-Hallenhaus, in gleichmäßigem Gitterfachwerk mit Steinausfachungen, reetgedecktem Krüppelwalmdach, Uhlenloch und Grooter Door mit Korbbogen, wurde 1834 (Inschrift) gebaut. Der Wohngiebel wurde im Erdgeschoss um 1900 massiv ersetzt.
Das Landesdenkmalamt befand u. a.: „… ein regionstypisches Hallenhaus der ersten Hälfte des 19. Jahrhunderts in Zweiständerkonstruktion ….“